# Hoa hậu Trái Đất 2018
Hoa hậu Trái Đất 2018 là cuộc thi Hoa hậu Trái Đất lần thứ 18, được tổ chức vào ngày 3 tháng 11 năm 2018 tại Mall of Asia Arena, Pasay, Philippines. Chủ đề của cuộc thi là "Goddesses of the Earth" (tạm dịch: "Nữ thần của Trái Đất"). Cuộc thi có 87 thí sinh tham dự. Hoa hậu Trái Đất 2017 Karen Ibasco đến từ Philippines đã trao lại vương miện cho người kế nhiệm Nguyễn Phương Khánh đến từ Việt Nam. Đây là lần đầu tiên Việt Nam chiến thắng tại đấu trường sắc đẹp này.

## Thông tin cuộc thi

### Địa điểm tổ chức
- Ngày 26 tháng 7 năm 2018, một đoạn video được đăng trên phương tiện truyền thông xã hội của Tổ chức Hoa hậu Trái Đất (tập đoàn Carousel Productions) nói rằng cuộc thi năm nay sẽ tổ chức ở Philippines từ ngày 6 tháng 10 đến ngày 3 tháng 11. Một số hoạt động sơ bộ của cuộc thi sẽ diễn ra ở đảo Boracay. Đêm chung kết sẽ diễn ra ở Mall of Asia Arena. Đây là năm thứ 3 chung kết Hoa hậu Trái Đất được tổ chức ở đây (2 lần trước là vào năm 2016 và 2017).

### Thay đổi format cuộc thi
- Ngày 20 tháng 10 năm 2018, ban tổ chức thông báo trên trang facebook của cuộc thi rằng năm nay sẽ có 18 thí sinh lọt vào vòng bán kết thay vì chỉ có 16 người như các năm trước.

## Kết quả

Mall of Asia Arena, địa điểm chính thức diễn ra cuộc thi Hoa hậu Trái Đất 2018.

### Thứ hạng
| Kết quả                     | Thí sinh |
| --------------------------- | --- |
| Hoa hậu Trái Đất 2018       | - Việt Nam – Nguyễn Phương Khánh |
| Hoa hậu Không khí (Á hậu 1) | - Áo – Melanie Mader |
| Hoa hậu Nước (Á hậu 2)      | - Colombia – Valeria Ayos |
| Hoa hậu Lửa (Á hậu 3)       | - Mexico – Melissa Flores (§) |
| Top 8                       | - Ý – Sofia Pavan - Philippines – Celeste Cortesi - Bồ Đào Nha – Telma Madeira - Venezuela – Diana Silva                                                    |
| Top 12                      | - Chile – Antonia Figueroa - Nam Phi – Margo Fargo - Hà Lan – Margaretha de Jong - Slovenia – Danijela Burjan                                               |
| Top 18                      | - Brazil – Sayonara Veras - Ghana – Belvy Naa - Nhật Bản – Mio Tanaka - Montenegro – Katarina Seckovic - Nepal – Priya Sigdel (§) - Romania – Denisse Andor |

(§) – Thí sinh được vào thẳng Top 18 do đoạt giải thưởng "Best Eco-Video" (1) và " Best Eco-Media Awardees" (1)

### Các giải thưởng khác
| Gương mặt của sự tự tin           | Beauty of Figure and Form       | Intelligence and Advocacy      |
| --------------------------------- | ------------------------------- | ------------------------------ |
| Bosna và Hercegovina – Nađa Pepić | Argentina – Dolores Cardoso     | Brazil – Sayonara Veras        |
| Chile – Antonia Figueroa          | Colombia – Valeria Ayos         | Chile – Antonia Figueroa       |
| Hà Lan – Margaretha de Jong       | Síp – Maria Aremenáki           | Ý – Sofia Pavan                |
| Philippines – Celeste Cortesi     | Montenegro – Katarina Šećković  | Montenegro – Katarina Šećković |
| Bồ Đào Nha – Telma Madeira        | Hà Lan – Margaretha de Jong     | Nepal – Priya Sigdel           |
| Puerto Rico – Krystal Xamairy     | Philippines – Celeste Cortesi   | Philippines – Celeste Cortesi  |
| Romania – Denisse Andor           | Ba Lan – Aleksandra Grysz       | Bồ Đào Nha – Telma Madeira     |
| Serbia – Nina Jovanović           | Bồ Đào Nha – Telma Madeira      | Nam Phi – Margo Fargo          |
| Tây Ban Nha – Carolina Jane       | Ukraine – Anastasia Kryvokhyzha | Tây Ban Nha – Carolina Jane    |
| Venezuela – Diana Silva           | Venezuela – Diana Silva         | Venezuela – Diana Silva        |

### Bảng huy chương
| Thứ tự | Thí sinh             | Vàng | Bạc | Đồng | Tổng |
| ------ | -------------------- | ---- | --- | ---- | ---- |
| 1      | Mexico               | 3    | 0   | 0    | 3    |
| 2      | Việt Nam             | 2    | 1   | 0    | 3    |
| 3      | Slovenia             | 2    | 0   | 1    | 3    |
| 4      | Venezuela            | 2    | 0   | 0    | 2    |
| 5      | Philippines          | 1    | 2   | 1    | 4    |
| 6      | Thái Lan             | 1    | 1   | 1    | 3    |
| 7      | Guyana               | 1    | 1   | 0    | 2    |
| 7      | Bồ Đào Nha           | 1    | 1   | 0    | 2    |
| 8      | Tây Ban Nha          | 1    | 0   | 2    | 3    |
| 9      | Áo                   | 1    | 0   | 0    | 1    |
| 9      | Nga                  | 1    | 0   | 0    | 1    |
| 9      | Serbia               | 1    | 0   | 0    | 1    |
| 9      | Sierra Leone         | 1    | 0   | 0    | 1    |
| 10     | Cộng hòa Dominican   | 0    | 2   | 0    | 2    |
| 11     | Ý                    | 0    | 1   | 2    | 3    |
| 12     | Colombia             | 0    | 1   | 0    | 1    |
| 12     | Cộng hòa Tự trị Krym | 0    | 1   | 0    | 1    |
| 12     | Ecuador              | 0    | 1   | 0    | 1    |
| 12     | Nepal                | 0    | 1   | 0    | 1    |
| 12     | Hà Lan               | 0    | 1   | 0    | 1    |
| 12     | Bắc Ireland          | 0    | 1   | 0    | 1    |
| 12     | Panama               | 0    | 1   | 0    | 1    |
| 12     | Trinidad và Tobago   | 0    | 1   | 0    | 1    |
| 12     | Zambia               | 0    | 1   | 0    | 1    |
| 13     | Bosna và Hercegovina | 0    | 0   | 2    | 2    |
| 13     | Perú                 | 0    | 0   | 2    | 2    |
| 14     | Chile                | 0    | 0   | 1    | 1    |
| 14     | Trung Quốc           | 0    | 0   | 1    | 1    |
| 14     | Guatemala            | 0    | 0   | 1    | 1    |
| 14     | Ấn Độ                | 0    | 0   | 1    | 1    |
| 14     | Montenegro           | 0    | 0   | 1    | 1    |
| 14     | Nigeria              | 0    | 0   | 1    | 1    |
| 14     | Puerto Rico          | 0    | 0   | 1    | 1    |
| 14     | Romania              | 0    | 0   | 1    | 1    |

### Các phần thi
| Phần thi              | Phần thi               | Vàng                               | Bạc                                        | Đồng                                                |
| --------------------- | ---------------------- | ---------------------------------- | ------------------------------------------ | --------------------------------------------------- |
| Trang phục dân tộc    | Châu Á-Thái Bình Dương | Nguyễn Phương Khánh · Việt Nam     | Nirada Chetsadapriyakun · Thái Lan         | Celeste Cortesi · Philippines                       |
| Trang phục dân tộc    | Bắc Mỹ                 | Melissa Flores · Mexico            | Diana Lemos · Panama                       | Lisa Hayet · Guatemala                              |
| Trang phục dân tộc    | Nam Mỹ                 | Xamiera Kippins · Guyana           | Diana Valdivieso · Ecuador                 | Jessica Russo · Peru                                |
| Trang phục dân tộc    | Châu Phi               | Alma Nancy Sesay · Sierra Leone    | Margret Konie · Zambia                     | Maristella Okpala · Nigeria                         |
| Trang phục dân tộc    | Tây Âu                 | Carolina Jane · Tây Ban Nha        | Telma Madeira · Bồ Đào Nha                 | Sofia Pavan · Ý                                     |
| Trang phục dân tộc    | Đông Âu                | Nina Jovanović · Serbia            | Ksenia Sarina · Cộng hòa Tự trị Krym       | Katarina Šećković · Montenegro                      |
|                       |                        |                                    |                                            |                                                     |
| Trang phục dạ hội     | Nhóm KHÔNG KHÍ         | Danijela Burjan · Slovenia         | Celeste Cortesi · Philippines              | Jessica Russo · Peru                                |
| Trang phục dạ hội     | Nhóm NƯỚC              | Nguyễn Phương Khánh · Việt Nam     | Sofia Pavan · Ý                            | Guo Yameng · Trung Quốc                             |
| Trang phục dạ hội     | Nhóm LỬA               | Nirada Chetsadapriyakun · Thái Lan | Gabriela Franceschini · Cộng hòa Dominican | Denisse Andor · Romania                             |
|                       |                        |                                    |                                            |                                                     |
| Áo tắm                | Nhóm KHÔNG KHÍ         | Telma Madeira · Bồ Đào Nha         | Celeste Cortesi · Philippines              | Danijela Burjan · Slovenia                          |
| Áo tắm                | Nhóm NƯỚC              | Melissa Flores · Mexico            | Nguyễn Phương Khánh · Việt Nam             | Nađa Pepić · Bosna và Hercegovina                   |
| Áo tắm                | Nhóm LỬA               | Diana Silva · Venezuela            | Gabriela Franceschini · Cộng hòa Dominican | Carolina Jane · Tây Ban Nha                         |
|                       |                        |                                    |                                            |                                                     |
| Trang phục nghỉ dưỡng | Nhóm KHÔNG KHÍ         | Celeste Cortesi · Philippines      | Valeria Ayos · Colombia                    | Nishi Bhardwaj · Ấn Độ                              |
| Trang phục nghỉ dưỡng | Nhóm NƯỚC              | Melissa Flores · Mexico            | Christie van Schalkwyk · Bắc Ireland       | Nađa Pepić · Bosna và Hercegovina · Sofia Pavan · Ý |
| Trang phục nghỉ dưỡng | Nhóm LỬA               | Diana Silva · Venezuela            | Margaretha de Jong · Hà Lan                | Carolina Jane · Tây Ban Nha                         |
|                       |                        |                                    |                                            |                                                     |
| Tài năng              | Nhóm KHÔNG KHÍ         | Danijela Burjan · Slovenia         | Afeya Jeffrey · Trinidad và Tobago         | Antonia Figueroa · Chile                            |
| Tài năng              | Nhóm NƯỚC              | Melanie Mader · Áo                 | Xamiera Kippins · Guyana                   | Krystal Xamairy · Puerto Rico                       |
| Tài năng              | Nhóm LỬA               | Daria Kartyshova · Nga             | Priya Sigdel · Nepal                       | Nirada Chetsadapriyakun · Thái Lan                  |

### Các giải thưởng đặc biệt
| Giải thưởng                                      | Thí sinh                                                                                  |
| ------------------------------------------------ | ----------------------------------------------------------------------------------------- |
| Miss Earth Goes Plastic Free - Á hậu 1 - Á hậu 2 | - Nigeria – Maristella Okpala - Indonesia – Ratu Vashti Annisa - Nam Phi – Margo Fargo    |
| Darling of the Press                             | - Guam – Emma Sheedy                                                                      |
| Nữ thần Albay - Á hậu 1 - Á hậu 2                | - Bồ Đào Nha – Telma Madeira - Philippines – Celeste Cortesi - Slovenia – Danijela Burjan |
| Mặc Terno đẹp nhất - Á hậu 1 - Á hậu 2           | - Bồ Đào Nha – Telma Madeira - Philippines – Celeste Cortesi - Peru – Jessica Russo       |

### Giải thưởng từ nhà tài trợ
| Giải thưởng                                    | Thí sinh                                                                             |
| ---------------------------------------------- | ------------------------------------------------------------------------------------ |
| Miss Brisa Marina                              | - Cộng hòa Dominican – Gabriela Franceschini                                         |
| Miss CBNC Choice Award                         | - Tây Ban Nha – Carolina Jane                                                        |
| Miss Coral Bay Nickel Corporation Choice Award | - Tây Ban Nha – Carolina Jane                                                        |
| Miss Earth JACMI                               | - Mexico – Melissa Flores                                                            |
| Miss Ever Bilena                               | - Indonesia - Ratu Vashti Annisa                                                     |
| Miss People's Choice City Ambassadress         | - Indonesia – Ratu Vashti Annisa                                                     |
| Miss Psalmstre New Placenta                    | - Brazil – Sayonara Veras - Indonesia – Ratu Vashti Annisa - Mexico – Melissa Flores |
| Miss Pontefino Estates                         | - Brazil – Sayonara Veras                                                            |
| Miss Pontefino Hotel                           | - Puerto Rico – Krystal Xamairy                                                      |
| Miss Puerto Princesa Agutaya Club              | - Nam Phi – Margo Fargo                                                              |
| Miss Puerto Princesa Centro Hotel              | - Việt Nam – Nguyễn Phương Khánh                                                     |
| Miss Robig Builders                            | - Việt Nam – Nguyễn Phương Khánh                                                     |
| Miss Ruj Beauty Care & Spa                     | - Việt Nam – Nguyễn Phương Khánh                                                     |
| Miss Sharp Award                               | - Bắc Ireland – Christie van Schalkwyk                                               |
| Miss Sponsor of DV Boer Farm Ambassadress      | - Nepal – Priya Sigdel                                                               |
| Miss Sponsor of Facial Cleanse Ambassadress    | - Guam – Emma Sheedy                                                                 |
| Miss Sponsor of Forever Living Ambassadress    | - Ghana – Belvy Naa                                                                  |
| Miss Sponsor of Infinity Closet                | - Peru – Jessica Russo                                                               |
| Miss Wellness Lumiere Skin & Spa               | - Tây Ban Nha – Carolina Jane                                                        |
| Miss Visit Laus Auto Group                     | - Tây Ban Nha – Carolina Jane                                                        |
| Miss Junca Beauty 2018                         | - Anh – Abbey-Anne Gyles                                                             |

### Thứ tự công bố
| 1. Hà Lan 2. Chile 3. Romania 4. Brazil 5. Nhật Bản 6. Bồ Đào Nha 7. Slovenia 8. Nam Phi 9. Ý 10. Philippines 11. Ghana 12. Colombia 13. Việt Nam 14. Monaco 15. Venezuela 16. Áo 17. Nepal 18. Mexico | 1. Mexico 2. Venezuela 3. Chile 4. Hà Lan 5. Colombia 6. Ý 7. Nam Phi 8. Philippines 9. Bồ Đào Nha 10. Áo 11. Slovenia 12. Việt Nam | 1. Colombia 2. Philippines 3. Ý 4. Bồ Đào Nha 5. Venezuela 6. Áo 7. Việt Nam 8. Mexico | 1. Colombia 2. Mexico 3. Áo 4. Việt Nam |

## Phần ứng xử hay nhất
Câu hỏi trong phần thi ứng xử của Hoa hậu Trái Đất 2018: “Là người của thế kỉ XXI, áp lực lớn nhất của thế hệ bạn là gì?”
Câu trả lời của Hoa hậu Trái Đất 2018: "Áp lực nặng nề nhất ở thế hệ của tôi là thiếu hiểu biết. Chúng ta có rất nhiều công nghệ hiện đại, nhưng chúng ta chỉ dùng nó cho mạng xã hội. Chúng ta chỉ quan tâm đến bản thân chính mình. Chính vì thế, điều cần thiết nhất hiện nay chính là cần phải quan tâm và suy nghĩ tới những gì đang diễn ra trên Trái Đất này. Một hành động nhỏ nếu nhân lên hàng triệu người sẽ là chất xúc tác thay đổi cả thế giới." - Nguyễn Phương Khánh, đại diện của Việt Nam.

## Thí sinh tham gia
87 thí sinh tham dự cuộc thi:
| Quốc gia / Lãnh thổ  | Thí sinh                | Tuổi | Quê quán          | Nhóm      |
| -------------------- | ----------------------- | ---- | ----------------- | --------- |
| Argentina            | Dolores Cardoso         | 23   | Arrecifes         | LỬA       |
| Armenia              | Sona Danielyan          | 22   | Yerevan           | LỬA       |
| Úc                   | Monique Shippen         | 25   | Sydney            | LỬA       |
| Áo                   | Melanie Mader           | 26   | Viên              | NƯỚC      |
| Bahamas              | Samia Lauryn McClain    | 18   | Nassau            | NƯỚC      |
| Belarus              | Anastasia Schipanova    | 26   | Minsk             | KHÔNG KHÍ |
| Bỉ                   | Faye Bulcke             | 21   | Zonnebeke         | KHÔNG KHÍ |
| Belize               | Renae Martinez          | 21   | Thành phố Belize  | KHÔNG KHÍ |
| Bolivia              | Karen Quispe            | 20   | Bermejo           | LỬA       |
| Bosna và Hercegovina | Nađa Pepić              | 18   | Banja Luka        | NƯỚC      |
| Brazil               | Sayonara Veras          | 25   | Olinda            | NƯỚC      |
| Campuchia            | Keo Senglyhour          | 20   | Phnôm Pênh        | NƯỚC      |
| Cameroon             | Audrey Monkam           | 23   | Buea              | KHÔNG KHÍ |
| Chile                | Antonia Figueroa        | 23   | La Serena         | KHÔNG KHÍ |
| Trung Quốc           | Guo Yameng              | 21   | Bắc Kinh          | NƯỚC      |
| Colombia             | Valeria Ayos            | 24   | Cartagena         | KHÔNG KHÍ |
| Costa Rica           | Arianna Medrano         | 19   | Puntarenas        | KHÔNG KHÍ |
| Cộng hòa Tự trị Krym | Ksenia Sarina           | 25   | Simferopol        | KHÔNG KHÍ |
| Croatia              | Michelle Korenic        | 20   | Zagreb            | NƯỚC      |
| Cuba                 | Monica Aguilar          | 19   | Camagüey          | KHÔNG KHÍ |
| Curaçao              | Alexandra Atalita       | 24   | Willemstad        | LỬA       |
| Síp                  | María Armenáki          | 18   | Ayia Napa         | NƯỚC      |
| Cộng hòa Séc         | Tereza Křivánková       | 24   | Prague            | LỬA       |
| Đan Mạch             | Kamilla Bang            | 19   | Horsens           | LỬA       |
| Cộng hòa Dominican   | Gabriela Franceschini   | 26   | Santo Domingo     | LỬA       |
| Ecuador              | Diana Valdivieso        | 20   | Portoviejo        | NƯỚC      |
| Ai Cập               | Lamia Fathi             | 24   | Cairo             | NƯỚC      |
| Anh                  | Abbey-Anne Gyles-Brown  | 20   | Northampton       | KHÔNG KHÍ |
| Pháp                 | Allison Dernard         | 25   | Marseille         | KHÔNG KHÍ |
| Đức                  | Maren Tschinkel         | 20   | Ravensburg        | LỬA       |
| Ghana                | Belvy Naa               | 25   | Accra             | KHÔNG KHÍ |
| Hy Lạp               | Chrysa Androutsopoulou  | 24   | Patras            | LỬA       |
| Guadeloupe           | Orlane Dorocant         | 20   | Gourbeyre         | NƯỚC      |
| Guam                 | Emma Sheedy<            | 18   | Yigo              | KHÔNG KHÍ |
| Guatemala            | Lisa Hayet              | 24   | Mixco             | NƯỚC      |
| Guyana               | Xamiera Kippins         | 23   | Georgetown        | NƯỚC      |
| Haiti                | Falance Benjamin        | 26   | Port-au-Prince    | KHÔNG KHÍ |
| Honduras             | Diana Palma             | 21   | Danlí             | LỬA       |
| Hungary              | Réka Lukács             | 25   | Budapest          | KHÔNG KHÍ |
| Ấn Độ                | Nishi Bhardwaj          | 23   | New Delhi         | KHÔNG KHÍ |
| Indonesia            | Ratu Vashti Annisa      | 23   | Tangerang         | NƯỚC      |
| Ireland              | Sarah Carr              | 24   | Downings          | NƯỚC      |
| Israel               | Dana Zreik              | 20   | Olesh             | NƯỚC      |
| Ý                    | Sofia Pavan             | 19   | Padua             | NƯỚC      |
| Nhật Bản             | Mio Tanaka              | 24   | Komatsu           | KHÔNG KHÍ |
| Hàn Quốc             | Su-hyun Song            | 25   | Daegu             | LỬA       |
| Liberia              | Joicet Jartu Foday      | 23   | Monrovia          | NƯỚC      |
| Malaysia             | Jasmine Yeo             | 25   | Kuching           | LỬA       |
| Malta                | Yanika Azzopardi        | 22   | Mosta             | NƯỚC      |
| Mauritius            | Kirty Sujeewon          | 26   | Fond du Sac       | KHÔNG KHÍ |
| Mexico               | Melissa Flores          | 20   | Michoacán         | NƯỚC      |
| Moldova              | Dumitrița Izbișciuc     | 18   | Chișinău          | KHÔNG KHÍ |
| Montenegro           | Katarina Šećković       | 24   | Bijelo Polje      | LỬA       |
| Myanmar              | Chaw Yupar Thet         | 24   | Yangon            | KHÔNG KHÍ |
| Nepal                | Priya Sigdel            | 23   | Kathmandu         | LỬA       |
| Hà Lan               | Margaretha de Jong      | 21   | Tytsjerksteradiel | LỬA       |
| New Zealand          | Jzayla Hughey           | 22   | Auckland          | NƯỚC      |
| Nigeria              | Maristella Okpala       | 25   | Enugu             | LỬA       |
| Bắc Ireland          | Christie van Schalkwyk  | 24   | Carrickfergus     | NƯỚC      |
| Panama               | Diana Lemos             | 20   | La Chorrera       | LỬA       |
| Paraguay             | Larissa Dominguez       | 22   | Asunción          | NƯỚC      |
| Peru                 | Jessica Russo           | 22   | Lima              | KHÔNG KHÍ |
| Philippines          | Celeste Cortesi         | 21   | Roma              | KHÔNG KHÍ |
| Ba Lan               | Aleksandra Grysz        | 22   | Kraków            | LỬA       |
| Bồ Đào Nha           | Telma Madeira           | 18   | Porto             | KHÔNG KHÍ |
| Puerto Rico          | Krystal Xamairy         | 18   | Arecibo           | NƯỚC      |
| Réunion              | Alexia Aupin            | 18   | Saint-Joseph      | NƯỚC      |
| Romania              | Denisse Andor           | 23   | Bistrița          | LỬA       |
| Nga                  | Daria Kartyshova        | 24   | Nizhny Novgorod   | LỬA       |
| Rwanda               | Anastasie Umutoniwase   | 19   | Kigali            | LỬA       |
| Samoa                | Rebecca Sang-Yum        | 20   | Apia              | KHÔNG KHÍ |
| Serbia               | Nina Jovanović          | 18   | Požarevac         | NƯỚC      |
| Sierra Leone         | Alma Nancy Sesay        | 19   | Port Loko         | LỬA       |
| Singapore            | Kara Dong               | 19   | Singapore City    | LỬA       |
| Slovenia             | Danijela Burjan         | 22   | Zreče             | KHÔNG KHÍ |
| Nam Phi              | Margo Fargo             | 26   | Heidedal          | LỬA       |
| Tây Ban Nha          | Carolina Jane           | 22   | Cantabria         | LỬA       |
| Sri Lanka            | Nathasha Fernando       | 21   | Matara            | NƯỚC      |
| Thụy Điển            | Yasmine Mindru          | 19   | Gothenburg        | LỬA       |
| Thái Lan             | Nirada Chetsadapriyakun | 26   | Amnat Charoen     | LỬA       |
| Tonga                | Maria Otulao Aholelei   | 21   | Nukuʻalofa        | NƯỚC      |
| Trinidad và Tobago   | Afeya Jeffrey           | 26   | Point Fortin      | KHÔNG KHÍ |
| Ukraine              | Anastasiia Kryvokhyzha  | 23   | Kiev              | NƯỚC      |
| Hoa Kỳ               | Yashvi Aware            | 25   | College Park      | LỬA       |
| Venezuela            | Diana Silva             | 21   | Caracas           | LỬA       |
| Việt Nam             | Nguyễn Phương Khánh     | 23   | Bến Tre           | NƯỚC      |
| Zambia               | Margret Konie           | 21   | Lusaka            | KHÔNG KHÍ |

## Lùm xùm xoay quanh cuộc thi

### Scandal quấy rối tình dục
Ba thí sinh tham gia cuộc thi đã gây sốc khi chia sẻ về chuyện bị một nhà tài trợ quấy rối tình dục trong lúc tham gia cuộc thi. Hoa hậu Canada - Jaime Yvonne Vanderberg là người đầu tiên chia sẻ trên Instagram về việc một người đàn ông ở câu lạc bộ du thuyền Manila có được số điện thoại của cô và yêu cầu cô trao đổi tình dục để có thể tiến xa hơn cuộc thi, người này còn hỏi số điện thoại khách sạn nơi Hoa hậu Canada ở trong thời gian diễn ra cuộc thi.
Vanderberg cũng kể về chuyện người đàn ông này đưa cô cùng 6 cô gái khác đến một bữa tiệc trên du thuyền và làm cho họ cảm thấy không an toàn tại đây.
Jaime Yvonne Vanderberg cho biết: "Tôi đã đưa điện thoại cho quản lý xem để cô ấy giải quyết, nhưng không có tác dụng gì. Ông ta xuất hiện ở gần như mọi sự kiện mà tôi có mặt, bảo là sẽ đáp ứng mọi nhu cầu của tôi, giúp tôi tiến xa hơn trong cuộc thi để đổi lấy tình dục. Tôi thấy thật kinh tởm. Ông ta từng đến một khách sạn nơi có nhiều cô gái đang ở đó và khi tình cờ gặp tôi, ông ta lại hỏi xin số phòng của tôi. May mắn là tôi không ở khách sạn đó. Sau nhiều cuộc gọi lạ, tôi đã nhận ra số điện thoại của ông ta và chặn nó".
Hoa hậu Guam - Emma Mae Sheedy và Hoa hậu Anh - Abbey-Anne Gyles-Brown cũng chia sẻ câu chuyện tương tự về người đàn ông này. Cả ba người họ khẳng định Lorraine Schuck, Phó chủ tịch cuộc thi từng hứa sẽ không để ông ta đến gần các thí sinh và xuất hiện tại các sự kiện có mặt họ. Nhưng theo Abbey-Anna, người đàn ông này vẫn xuất hiện tại vòng sơ khảo và đêm đăng quang.
Hoa hậu Guam còn tiết lộ, tại Câu lạc bộ du thuyền Manila, nhà tài trợ này đã bắt đội quản lý và nhân viên an ninh vào một căn phòng riêng biệt tách khỏi các thí sinh, điều này khiến cho các cô gái cảm thấy bất an khi ở trong cùng phòng với ông. "Một số người trong chúng tôi đã rời khỏi phòng vì thấy không an toàn", Hoa hậu Guam cho biết.
Sau đó, đại diện của Canada đã phải rút khỏi cuộc thi. Việc cô quyết định rút lui cũng đánh dấu mốc lần đầu tiên Canada vắng mặt ở cuộc thi Hoa hậu Trái Đất kể từ khi được thành lập vào năm 2001.

### Xung đột giữa Liban và Israel
Trang thông tin The Jerusalem Post khẳng định Salwa Akar đã bị tước bỏ danh hiệu Hoa hậu Trái Đất Liban khi bức ảnh cô chụp cùng đại diện Israel được chia sẻ rộng rãi trên các phương tiện truyền thông. Phát ngôn viên của Thủ tướng Israel Benjamin Netanyahu thông báo trên tài khoản Twitter cho biết vì bức ảnh chụp chung này, cô Akar đã bị tước vương miện tại quê nhà vì "dám chụp ảnh với hoa hậu Israel". Người này cho biết chủ nghĩa phân biệt chủng tộc của Liban cần phải bị lên án.
Theo tờ Ynet, Akar cho biết rằng Zreik đã nói chuyện với cô bằng tiếng Ả Rập, và cô không biết đó là người Israel. Nhưng nhà tổ chức cuộc thi Liban cho biết Zreik có đeo dải băng ghi tên quốc gia này nên họ không chấp nhận lời giải thích của người đẹp.
Trước đó, đầu năm 2015, Hoa hậu Hoàn vũ Liban Saly Greige bị chỉ trích dữ dội, buộc phải xin lỗi và còn bị đề nghị tước vương miện vì chụp ảnh “tự sướng” chung một nhóm có Hoa hậu Hoàn vũ Israel Doron Matalon. Cả hai lúc đó đại diện cho quê hương mình tham gia cuộc thi Hoa hậu Hoàn vũ 2014 diễn ra ở Miami, Hoa Kỳ. Theo Daily Mail, hai quốc gia Liban và Israel luôn trong tình trạng chiến tranh dù biên giới đã yên tĩnh kể từ cuộc xung đột lớn năm 2006. Người Liban không đi du lịch đến Israel và hàng hoá sản xuất từ Israel cấm nhập khẩu vào Liban.
Với sự việc bị tước vương miện, Salwa cũng đã bị tước quyền tham gia cuộc thi. Cô đã bay về quê nhà ngay sau đó. Sự việc này cũng đánh dấu mốc lần đầu tiên Liban vắng mặt ở cuộc thi Hoa hậu Trái Đất kể từ khi được thành lập vào năm 2001.

## Thông tin về các cuộc thi quốc gia

### Tham gia lần đầu
- Montenegro

### Sự trở lại
| - Tham gia lần cuối vào năm 2008: - Liberia - Tham gia lần cuối vào năm 2009: - Cuba - Hy Lạp - Tham gia lần cuối vào năm 2014: - Curaçao - Guyana | - Tham gia lần cuối vào năm 2015: - Armenia - Ai Cập - El Salvador - Đức - Ireland - Trinidad và Tobago - Tham gia lần cuối vào năm 2016: - Guam - Kenya - Namibia - Romania - Nam Phi |

### Bỏ cuộc
Trong thời gian diễn ra cuộc thi
- Canada – Jaime Vandenberg đã tham gia một số hoạt động sơ bộ nhưng sau đó cô quyết định bỏ cuộc thi giữa chừng sau khi tố cáo bị một nhà tài trợ quấy rối tình dục.
- Liban – Salwa Akar đã bị Tổ chức Hoa hậu Liban tước quyền tham gia cuộc thi sau khi bức ảnh cô chụp chung với Hoa hậu Israel xuất hiện trên các phương tiện truyền thông.

Trước cuộc thi
- Angola
- Đài Bắc Trung Hoa
- Quần đảo Cook
- Ethiopia
- Kyrgyzstan
- Mông Cổ
- Pakistan
- Uganda
- Quần đảo Virgin (Mỹ)
- Wales

### Chỉ định
- Nam Phi – Margo Fargo được chỉ định làm "Hoa hậu Trái Đất Nam Phi 2018". Fargo trước đây từng làm Đại sứ Hoa hậu Trái Đất Nam Phi vào năm 2014 và lọt Top 12 Hoa hậu Nam Phi 2018.
- Thái Lan – Nirada Chetsadapriyakun được chỉ định làm "Hoa hậu Trái Đất Thái Lan 2018" bởi Pawina Bumrungrot, Giám đốc Quốc gia của ERM Marketing Co., Ltd., Thái Lan sau khi Giám đốc quốc gia của Tổ chức Hoa hậu Hoàn vũ Thái Lan một lần nữa trả lại giấy phép cuộc thi cho Tổ chức Hoa hậu Trái Đất. Nirada là Á hậu 2 của Hoa hậu Toàn quốc Thái Lan 2017.
- Việt Nam – Nguyễn Phương Khánh được chỉ định làm "Hoa hậu Trái Đất Việt Nam 2018" ở dự án “Ngôi sao danh vọng- Leading Stars Project” bởi Phúc Nguyễn - đại diện đơn vị nắm giữ bản quyền cuộc thi ở Việt Nam. Cô đoạt danh hiệu Á hậu 2 tại cuộc thi Hoa hậu Biển Việt Nam Toàn cầu 2018.

### Thay thế
- Bỉ – Faye Bulcke được chỉ định là "Hoa hậu Trái Đất Bỉ 2018" bởi Ken Stevens - Giám đốc quốc gia Hoa hậu Trái Đất Bỉ thay thế cho Mayke Aendekerk, người không thể tham gia cuộc thi vì lý do cá nhân. Bulcke giành danh hiệu Á hậu 2 tại Miss Exclusive 2016, cuộc thi chọn đại diện cho Bỉ tại Hoa hậu Trái Đất.
- Bolivia – Karen Jenifer Quispe Nava được chỉ định làm "Hoa hậu Trái Đất Bolivia 2018" bởi Promociones Gloria thay thế cho Ilssen Olmos Ferrufino sau khi Ilssen không được tham gia vì chưa đủ tuổi. Quispe được trao vương miện Virreina Miss World Bolivia 2018. Olmos sau đó tham gia Hoa hậu Siêu quốc gia 2018.
- Ấn Độ – Nishi Bharadwaj đã được Tổ chức Siêu mẫu Ấn Độ Glamanand chỉ định là "Hoa hậu Trái Đất Ấn Độ 2018" thay thế cho người chiến thắng Devika Vaid do bị chấn thương khiến cô không thể tham gia cuộc thi.

### Không tham gia
- Thụy Sĩ – Carolina Frias

### Tham gia các cuộc thi khác
| Hoa hậu Thế giới - 2017: Belize – Renae Martinez - 2021: Cameroon – Audrey Monkam Hoa hậu Hoàn vũ - 2021: Colombia – Valeria Ayos (Top 5) - 2021: Chile – Antonia Figueroa - 2021: Nigeria – Maristella Okpala - 2022: Philippines – Celeste Cortesi - 2023: Mexico – Melissa Flores - 2023: Venezuela – Diana Silva (Top 10) Reinado Internacional del Café - 2018: Argentina – Dolores Cardoso Hoa hậu Liên lục địa - 2017: Belarus – Anastasia Shchipanova - 2019: Cuba – Monica Aguilar (đại diện cho Hoa Kỳ) Siêu mẫu Thế giới - 2017: Đức – Maren Tschinkel Miss Black San International - 2017: Guyana – Xamiera Kippins (Chiến thắng) - 2018: Trinidad và Tobago – Afeya Jeffrey (Á hậu 1) Miss City Tourism World - 2017: Venezuela – Diana Silva (Chiến thắng) World Miss University - 2017: Cộng hòa Tự trị Krym – Ksenia Sarina (Top 10, đại diện cho Nga) Miss 7 Continents - 2017: Cộng hòa Tự trị Krym – Ksenia Sarina (đại diện cho Nga) Miss All Nations - 2016: Latvia – Laura Skutāne (Chiến thắng) Miss Grand Sea Universe | - 2016: Malta – Yanika Azzopardi (Top 5) Hoa hậu Di sản Quốc tế - 2015: Myanmar – Chaw Yupar Thet (Á hậu 2) Miss Jamzone International - 2015: Trinidad và Tobago – Afeya Jeffrey (Chiến thắng) Nữ hoàng Du lịch Quốc tế của năm - 2015: Cộng hòa Tự trị Krym – Ksenia Sarina (đại diện cho Nga) Hoa hậu Hòa bình Quốc tế - 2014 – Hungary – Réka Lukács Hoa hậu Du lịch Quốc tế - 2014: Paraguay – Larissa Dominguez (Top 15) Reina Internacional del Trópico - 2014: El Salvador – Andrea Jaco (Á hậu 4) Princess of the Globe - 2013: Latvia – Laura Skutāne (Á hậu 2) |